# Arcane
Arcane (titulada en pantalla com Arcane: League of Legends) és una sèrie de televisió d'animació de 2021. Descrita com una «sèrie d'esdeveniments», és ambientada en l'univers del famós videojoc League of Legends. La sèrie, que es va anunciar en les celebracions del 10è aniversari del videojoc, és produïda per Riot Games i Fortiche Production, un estudi francès amb seu a París que va proporcionar els serveis d'animació. S'havia previst la seva estrena el 2020, però va ser reprogramada per a l'any següent a causa de la pandèmia de COVID-19. El 6 de novembre de 2021 s'estrenà simultàniament a Netflix i a Tencent Video a la Xina. La sèrie es dividideix en 3 actes de 3 episodis cadascun, emesos inicialment durant 3 setmanes consecutives. S'ha subtitulat al català.
Ambientada en el passat, torna a contar les històries d'origen de diversos personatges controlables del videojoc en el qual es basa, i és dirigida a un públic «16+», ja que tracta alguns temes més adults com el sexe, el consum de substàncies, el crim organitzat o la corrupció.
Pocs dies després d'estrenar-se la sèrie es va convertir en la més vista de tota la història de Netflix, fins i tot superant la sèrie sud-coreana Ojingeo Geim que havia batut tots els records històrics un mes enrere.
A més, s'ha convertit en una de les sèries més ben valorades a IMDb, al nivell de Breaking Bad, Prision Break, Attack on Titan, o Joc de Trons. Amb una nota de 9,4 sobre 10, Arcane se situa al cim de xous televisius produïts per Netflix, quedant per davant de When They See Us (8,9).

## Argument
La història es desenvolupa a l'univers de League of Legends, al món conegut com a Runaterra. Dins d'aquest món, hi ha dues ciutats oposades separades per un pont: Piltover i Zaun. Piltover és la ciutat acadèmica i científica, centrada en el progrés de la humanitat mitjançant els grans invents, mentre que Zaun és tot el contrari, suburbis plens de criminalitat i malifetes sense cap mena d'autoritat que posi ordre més enllà de les bandes de crim organitzat. Les tensions i rivalitats que existeixen entre aquestes dues ciutats divideix a famílies i amics com en el cas de Vi i Powder, dues germanes zaunites, o de Jayce i Viktor, dos amics inventors i aprenents del llegendari científic Heimerdinger. Totes aquestes relacions es desbordaran amb la creació de Hextech a Piltover, una tecnología amb què qualsevol persona és capaç de controlar l'energia màgica, mentre que a Zaun una nova droga transforma els humans en monstres.

## Personatges
Powder/Jinx: Una nena òrfena que vaga pels suburbis al costat de la seva germana gran Vi i sota la tutela de Vander, el seu pare adoptiu. Té petits indicis de psicopatia i esquizofrènia a causa de diversos traumes, però també és una molt creativa i explosiva inventora.
Vi: Una adolescent òrfena que vaga pels suburbis al costat de la seva germana petita Powder i sota la tutela del seu pare adoptiu Vander. De sang calenta i poca paciència, és una experta en el combat de contacte i tota una líder.
Vander: El pare adoptiu de Vi, Powder i altres dos nois orfes de noms Mylo i Claggor. És, a més d'una de les personalitats més importants de Zaun, propietari del bar "L'última gota".
Silco: Un líder criminal del baix món de Zaun, temut per tots a la ciutat i que tracta d'experimentar amb una nova droga. Ell i Vander tenen comptes pendents.
Ekko: Un inventor jove i genial,  amic de Powder, que a més treballa en una botiga amb l'home que el va acollir un vell amic de Vander.
Jayce: Prometedor inventor que vol usar la màgia que va salvar-lo de petit per portar a Piltover cap a nous horitzons. Ell, al costat de Viktor, tractarà de crear una tecnologia que ho faci possible. És el protegit de Heirmendinger.
Viktor: La mà dreta i ajudant de Heirmendinger. Igual que el seu amic Jayce, vol usar la tecnologia Hextech per a ajudar els més necessitats.
Heimerdinger: Un científic i inventor llegendari, fundador de la ciutat de Piltover. És un yordle, una raça de criatures mil·lenàries. Té a Jayce i Viktor sota la seva tutela, i és un dels membres del consell de la ciutat del progrés.
Mel: Una dels membres del consell de la ciutat del progrés, és la primera a interessar-se per finançar les investigacions de Jayce per a la creació de Hextech.
Caitlyn: Descendent d'una de les famílies nobles de Piltover, és una experta en l'ús del rifle de franctirador i una detectiva implacable.
Marcus: Un oficial de la policia paramilitar de Piltover que es deleix per escalar posicions a la cadena de comandament, costi el que costi.

## Repartiment[12]
- Hailee Steinfeld com Vi.
- Ella Purnell com Jinx (Powder).
- Kevin Alejandro com Jayce.
- Katie Leung com Caitlyn.
- Jason Spisak com Silco.
- Toks Olagundoye com Mel.
- J. B. Blanc com Vander.
- Harry Lloyd com Viktor.
- Remy Hii com Marcus.
- Mick Wingert com Heimerdinger.

## Col·laboracions
Amb motiu de l'estrena de la sèrie i com una manera de publicitar-se, Riot ha col·laborat amb diverses marques. La primera d'elles és la cadena de restauració de menjar ràpid Burger King, amb la qual juntament amb Magnum han llançat uns menús personalitzats i inspirats en els personatges, amb els quals a més obtens lootboxes per a dins del propi League of Legends. La segona col·laboració va ser amb la plataforma de reproducció en línia Twitch, a través de la qual els streamers podien compartir amb les seves comunitats i espectadors el primer capítol de la sèrie alhora que aconseguien diferents recompenses. Seguint en el mercat del videojoc, han col·laborat amb la distribuïdora Innersloth, creadora del popular Among Us, donant als jugadors la possibilitat de disfressar-se com els personatges de la sèrie. Com a última col·laboració de moment, han fet un crossover amb el popular videojoc Fortnite, presentant una skin (disfressa dins del joc) de Jinx.

## Innovació en la fusió de 2D i 3D
Arcane és una sèrie de televisió animada franco-estatunidenca basada en l'univers del videojoc League of Legends. Produïda per Riot Games i Fortiche Production, la sèrie destaca per la seva innovadora tècnica d'animació 2.5D, que fusiona elements de l'animació tradicional 2D amb la tecnologia 3D. Aquesta combinació crea una estètica visual única, amb un aspecte pictòric que sembla pintat a mà però amb moviments tridimensionals fluids La sèrie ha rebut elogis per la seva qualitat visual excepcional i la seva narrativa atractiva, establint nous estàndards en el món de l'animació. Amb un pressupost total de 250 milions de dòlars per a les seves dues temporades, Arcane és considerada una de les sèries animades més cares mai realitzades.

### Tècnica
Un dels aspectes més destacats de Arcane és la seva integració de la tècnica 3D amb l'ànima de l'animació 2D. Mentre que moltes produccions animades utilitzen exclusivament un dels dos formats, Arcane va més enllà per combinar els dos—creant un estil visual que no només és únic, sinó que també resulta innovador pel que fa a l'ús de la tecnologia.
Els personatges i els escenaris en Arcane estan modelats en 3D, però els creadors utilitzen tècniques d'animació 2D per aplicar textures i acabats que simulen l’aspecte de les pintures digitals. Aquesta fusió permet una gran expressivitat en els moviments i una detallada i rica estètica visual—creant una sensació de profunditat i volum sense perdre l’ànima del dibuix a mà tradicional. Els moviments dels personatges són fluidos i orgànics gràcies a l'ús d'aquesta tecnologia 3D, mentre que la combinació amb el 2D afegeix una textura que enriqueix la percepció visual, fent-la més complexa i atractiva.

### Impacte
L'ús d'aquesta fusió de tècniques no només és una innovació en termes visuals—sinó que també obre noves possibilitats per a la producció d'animacions, especialment en el món de les sèries i els videojocs. Els creadors d'Arcane van col·laborar amb diversos estudis d'animació i equipaments tècnics—incloent software avançat com Autodesk Maya, ZBrush i Houdini per modelar i animar els personatges en 3D—i després van integrar els aspectes 2D per donar un acabat artístic distintiu.
Aquesta combinació no només millora l'impacte visual—sinó que també permet una narrativa més immersiva i emocional. Per exemple, les expressions facials i els moviments de cos dels personatges es beneficien de l'animació 3D que ofereix un rang més ampli de matisos, mentre que els elements de fons i els detalls artístics aconsegueixen una qualitat més pictòrica a través de les tècniques 2D.

### Tipus de tecnologia de fusió
1. Modelatge i Animació 3D. La base de Arcane es va construir a partir de models en 3D, utilitzant eines com Autodesk Maya per al modelatge de personatges i escenaris. El modelatge 3D permet una gran flexibilitat a l'hora de crear personatges detallats i entorns amb profunditat, que es mouen de manera més natural i dinàmica. Els principals van ser modelats amb una gran atenció al detall, afegint texturització i animació per donar-los una gran expressivitat i moviment fluid.

1. Simulació de la Llum i el Color. Una altra innovació tècnica va ser l'ús de la simulació de la llum per crear un ambient més cinematogràfic. Amb l'ajuda de Houdini, un programari especialitzat en simulacions de llum i efectes especials, els creadors van aconseguir una gran riquesa en la il·luminació, que va contribuir a una atmosfera única i profundament immersiva. Això va permetre jugar amb contrastos dramàtics i amb llums que interactuen amb l'espai, els personatges i els objectes de manera natural.

1. Texturització 2D per a l'Acabat Final. Tot i que els models en 3D eren l'estructura bàsica, els dissenyadors van afegir una capa d'acabats en 2D per aconseguir una sensació de profunditat artística i una estètica més pròxima al dibuix pintat a mà. Les textures, aplicades mitjançant tècniques de pintura digital, donen un efecte pictòric que s'assembla a l'animació tradicional, un estil que recorda el treball manual, però amb la precisió que permet la tecnologia digital. Aquesta fusió entre el volum 3D i la textura plana 2D va ser clau per aconseguir l'aspecte distintiu d'Arcane.

1. Integració de la Realitat Virtual i Software de Postproducció. L'ús de realitat virtual per a la creació d'escenaris i la direcció artística també va tenir un paper important. Mitjançant eines com VRay, es va poder treballar amb entorns virtuals per determinar la posició i moviment de la càmera dins de l'espai animat. Això va permetre als creadors experimentar en temps real amb la perspectiva, l'angulació i l'estètica de cada escena.

1. Programari d'Animació i Efectes Especials. Finalment, en el procés d'animació, el software Blender i ZBrush van ser essencials per a la modelització i l'escultura digital, aportant gran precisió als detalls de superfícies i textures. D'altra banda, es van fer servir programaris d'efectes especials com  el ja esmentat Houdini per afegir complexitat als moviments de l'ambient, especialment en escenes dinàmiques que implicaven explosions, canvis ràpids de llum o transformacions visuals.

Aquesta fusió no només ha marcat un abans i un després en la sèrie, sinó que també va establir un referent tecnològic per a la indústria de l'animació en general, demostrant les enormes possibilitats creatives de la combinació de tècniques tradicionals i digitals.

### Repercussió
La sèrie ha tingut un gran impacte en la indústria de l'animació, mostrant una nova via per a l'ús de la tecnologia. La seva recepció ha estat extremadament positiva—amb aclamacions no només per la seva narrativa i el seu disseny de personatges—sinó també per l'experimentació i la innovació en el camp de l'animació. Arcane ha establert un precedent per a futures produccions que vulguin incorporar tècniques híbrides que combinen el millor de les dues disciplines, ofereint als creadors una major llibertat creativa.
A més d'innovar en el camp de l'animació, Arcane ha revolucionat la cinematografia amb la seva integració d'elements narratius propis del cinema d'autor i tècniques de càmera pròpies del llenguatge cinematogràfic. Escenes com el tràgic enfrontament entre les germanes Vi i Jinx exemplifiquen un ús magistral de la llum, els angles de càmera i el ritme visual, que transmeten emocions complexes i matisos profunds. Aquesta barreja d’elements ha permès a Arcane transcendir el format animat tradicional, establint un nou paradigma on l'animació es percep no només com una eina d'entreteniment, sinó també com una forma artística amb el mateix pes que el cinema convencional.
Tanmateix, només ha redefinit els estàndards visuals, sinó que també ha provocat un impacte profund en l’àmbit social, cultural i econòmic. Culturalment, la sèrie ha trencat barreres, atraient audiències que abans no es mostraven interessades en l’animació ni en l’univers dels videojocs, promovent una acceptació més àmplia d'aquesta forma d'art. Socialment, tracta temes universals com les desigualtats socials, els conflictes de poder i les dinàmiques familiars, connectant amb un públic divers que es veu reflectit en les experiències dels personatges. Des d’un punt de vista econòmic, Arcane ha demostrat ser un model d’èxit per a la col·laboració entre la indústria dels videojocs i el sector audiovisual, establint una nova forma d'explotar propietats intel·lectuals. Això ha impulsat la inversió en projectes similars i ha canviat la percepció de com es poden narrar històries transmedia de manera cohesionada i atractiva.
Arcane no només és un referent en el camp de les sèries animades, sinó també un exemple de com la tecnologia pot ser utilitzada per crear noves formes d'art visual que desafien els límits tradicionals de l'animació. La fusió de 2D i 3D no només transforma l'estètica visual, ja que també obre noves portes per a la creació de continguts emocionals i immersius per al públic global.